# もうチョットだけ何か足りない
『もうチョットだけ何か足りない』（もうチョットだけなにかがたりない）は、スターダストレビュー30枚目のシングル。1996年10月25日に発売された。

## 収録曲
1. もうチョットだけ何か足りない
作詞：並河祥太
作曲：根本要
編曲：矢代恒彦・スターダストレビュー
日本テレビ系列『TVじゃん!!』エンディング･テーマ
2. Down The Road 〜STARTIC ’96 Live Version〜
（シリーズ・王様の一日〜THE DAY AT THE KINGDOM〜）
作詞：林紀勝
作曲：根本要/柿沼清史
編曲：スターダストレビュー
3. もうチョットだけ何か足りない（Instrumental）